# اس‌ام یوبی-۶۶
اس‌ام یوبی-۶۶ (به انگلیسی: SM UB-66) یک زیردریایی است که طول آن ۵۵٫۸۳ متر (۱۸۳٫۲ فوت) می‌باشد. این زیردریایی در سال ۱۹۱۷ ساخته شد.